# Nicolò De Carli
Nicolò De Carli (Azzano Decimo, 19 maggio 1894 – Torino, 1º dicembre 1937) è stato un militare e politico italiano.
Fu decorato di Medaglia d'oro al valor militare a vivente durante il corso della prima guerra mondiale. Fu due volte deputato alla Camera del Regno d'Italia nella XXVIII e XXIX Legislatura

## Biografia

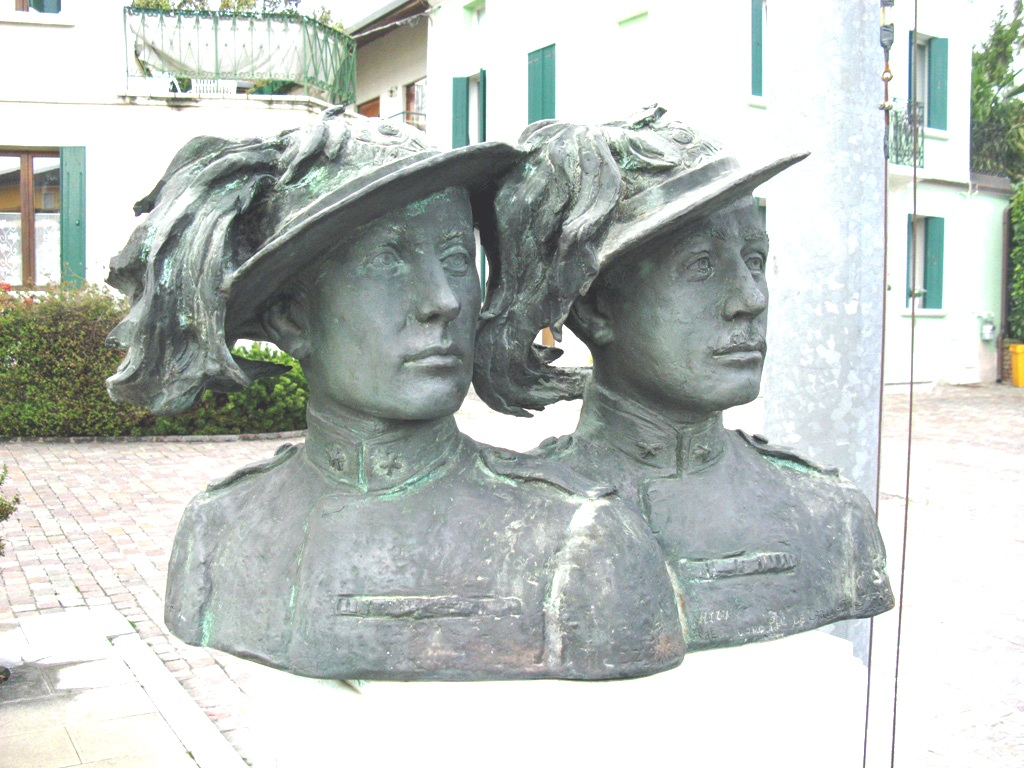
Monumento ai fratelli De Carli, decorati entrambi di Medaglia d'oro al valor militare, sito ad Azzano Decimo.

Nacque a Azzano Decimo di Udine il 19 maggio 1894, figlio di Giuseppe e Alice Buri. Arruolatosi nel Regio Esercito nel gennaio 1915, in forza al 3º Reggimento bersaglieri come allievo sergente, dopo l'entrata in guerra del Regno d'Italia, avvenuta il 24 maggio dello stesso anno, nel mese di settembre fu trasferito all'8º Reggimento bersaglieri operante in Val Cordevole.
Si distinse nei combattimenti sul Col di Lana, al Passo della Stria, e nell'alto Boite, venendo decorato con una Medaglia di bronzo al valor militare il 2 ottobre 1916 per essere giunto per primo sulla seconda cima del Colbrincon. Qualche giorno dopo fu nominato aspirante ufficiale, e nel corso del 1917 fu promosso tenente. Dopo l'esito infausto della battaglia di Caporetto, che costrinse il Regio Esercito a ritirarsi sulla linea del Piave, chiese, ed ottenne, di essere assegnato al Quartier generale della 3ª Armata per essere infiltrato, insieme al fratello Giuseppe, in territorio controllato dal nemico al fine di svolgere attività informativa a favore del Comando supremo.
Trasportati a bordo di un idrovolante, pilotato dal tenente di vascello della Regia Marina Eugenio Casagrande, e fatti scendere, travestiti da pescatori, nella notte del 27 giugno 1918 nelle paludi di Caorle, si ricongiunsero con la loro madre iniziando l'attività spionistica. Il fratello Giuseppe venne arrestato dalla gendarmeria austro-ungarica il 13 ottobre, a causa di un tranello tesogli, e trasferito a Pordenone dove fu incarcerato. Accusato di spionaggio e connivenza con nemico, pena che comportava la sicura condanna a morte, fu messo a confronto con sua madre, la quale negò decisamente che la persona che aveva davanti fosse suo figlio, tanto da convincere gli inquisitori a sottoporlo a giudizio in tribunale. Il 16 ottobre, a poche ore dal processo, Giuseppe riuscì fortunosamente ad evadere ricongiungendosi con il fratello e continuando l'attività di spionaggio. I due riuscirono a mandare preziose informazioni tramite piccioni viaggiatori sui movimenti e sulla consistenza dell'esercito austro-ungarico nella regione del Piave, e dopo l'inizio della battaglia di Vittorio Veneto, il 1 novembre si ricongiunsero con l'esercito italiano allora in piena avanzata. Insieme con suo fratello Nicolò fu insignito della Medaglia d'oro al valor militare a vivente. Dopo la firma dell'armistizio di Villa Giusti rientrò in servizio nel suo reggimento di appartenenza, congedandosi nell'ottobre 1919. Trasferitosi a Torino iniziò a lavorare come gerente procuratore per le Assicurazioni Generali di Venezia, ricoprendo importanti incarichi nel campo della previdenza e del credito. Nel 1921 aderì al nascente Partito Nazionale Fascista, nel 1924 è segretario Federale del PNF di Udine. Eletto deputato per due legislature, la XXVIII e XXIX, fu promosso capitano a scelta nel 1927. Si spense a Torino, a causa di un male incurabile, il 1 dicembre 1937.

### Fonti
1. 1 2 3 4  Fiamma Cremisi n.5, settembre-ottobre 2018, p. 17.
2. 1 2 3  Combattenti Liberazione.
3. 1 2 3 4  Fiamma Cremisi n.5, settembre-ottobre 2018, p. 16.
4. ↑   Nicolò De Carli, su quirinale.it, Presidenza della Repubblica. URL consultato il 20 settembre 2019.